# Cosmioperla australis
Cosmioperla australis är en bäcksländeart som först beskrevs av Tillyard 1921.  Cosmioperla australis ingår i släktet Cosmioperla och familjen Eustheniidae. Inga underarter finns listade i Catalogue of Life.